# Hoplitis ravouxi
Hoplitis ravouxi är en biart som först beskrevs av Pérez 1902.  Hoplitis ravouxi ingår i släktet gnagbin, och familjen buksamlarbin. Inga underarter finns listade i Catalogue of Life.